# Чистые (сериал)
«Чи́стые» — российский драматический телесериал режиссёра Николая Хомерики. Его премьерный показ начался 24 июня 2024 года в онлайн-кинотеатре Wink. Сериал стал обладателем приза за «Лучший актёрский ансамбль» на VI фестивале сериалов «Пилот» в Иваново, он продлён на второй сезон.

## Сюжет
Санкт-Петербург, 1903 год. В столице империи расцветают серебряный век и декаданс, роскошь и пороки. В центре истории две обворожительные куртизанки — Стеша и Ксения, которые работают в нелегальном публичном доме под контролем благообразной и безжалостной матушки. Каждой воспитаннице она находит образ, стиль и легенду — метод обмана и очарования мужчин. Девушки продают мужчинам не просто тело, а иллюзию чувств и любви. Кажется, кроме «ремесла», у них ничего нет, но на самом деле у героинь есть тайная сила — чистота души и стремление к свободе. И с этой силой они смогут изменить всё.
Режиссёр телесериала поделился своим видением и задумкой картины.
Эта история — о человеческих пороках и грехах, которые, я бы сказал, не поменялись даже с ходом истории: спустя сто лет люди так же стремятся к чему-то неизведанному, но зачастую это оказывается лишь неправильно поставленными целямиНиколай Хомерики — режиссёр.

## В ролях

### В главных ролях
| Актёр             | Роль                                                        |
| ----------------- | ----------------------------------------------------------- |
| Диана Милютина    | Стеша                                                       |
| Софья Синицына    | Ксения                                                      |
| Виктория Исакова  | матушка (Анна Константиновна Чубинова)                      |
| Фёдор Бондарчук   | отец                                                        |
| Даниил Воробьёв   | Иуда Сильцын отец Вениамина, литейный фабрикант, миллионщик |
| Никита Кологривый | Клоп бандит                                                 |
| Марк Эйдельштейн  | Вениамин Сильцын 18-летний гимназист                        |
| Риналь Мухаметов  | Дмитрий Александрович                                       |
| Борис Каморзин    | Спирович                                                    |
| Евгений Харитонов | Какирев                                                     |

### В остальных ролях
| Актёр                  | Роль                   |
| ---------------------- | ---------------------- |
| Тереза Диуро           | Франя                  |
| Анна Мельникова        | Алина                  |
| Кристина Кукас         | Кася                   |
| Анастасия Зайцева      | Тата                   |
| Юлия Гусак             | Ирка                   |
| Софья Серебрянская     | Софа                   |
| Елизавета Марченко     | Лара                   |
| Евгения Шахнович       | Труша                  |
| Наталья Свешникова     | Тоня                   |
| Надежда Мельникова     | Шурка                  |
| Мария Филиппова        | Лёля                   |
| Анна Мигицко           | Лукерья                |
| Ева Уильямс            | Маруся                 |
| Антон Филипенко        | Борис                  |
| Виталий Коваленко      | Иона                   |
| Евгений Коряковский    | великий князь          |
| Уршула Магдалена Малка | великая княгиня        |
| Ольга Белинская        | Наталья Киприановна    |
| Наталья Иохвидова      | Елизавета Манфредовна  |
| Владислав Демьяненко   | интеллигент            |
| Никита Касьяненко      | сын Какирева           |
| Иван Федорук           | друг сына Какирева     |
| Денис Волков           | Гнездов                |
| Константин Тресков     | Кобылин                |
| Богдан Гудыменко       | Зубарь                 |
| Пётр Логачёв           | Андрей                 |
| Владислав Комаров      | Весёлый чин            |
| Александр Аверин       | Серый чин              |
| Сергей Агафонов        | Скучный чин            |
| Екатерина Домашенко    | Люси                   |
| Александр Муста        | Жорочка                |
| Валерия Богданова      | девушка Кобылина       |
| Рустам Насыров         | Ермолай                |
| Татьяна Рассказова     | Аврелия Клавдиевна     |
| Антон Пулит            | главный лакей Какирева |
| Павел Фёдоров          | Мики                   |
| Алексей Павлов         | Семён                  |
| Родион Рудаков         | околоточный            |
| Александр Ронис        | хозяин дома            |
| Игорь Головин          | профессор              |
| Полина Дудкина         | фабричная женщина      |
| Антон Сычёв            | отец невесты           |
| Михаил Шеломенцев      | странник               |
| Полина Севастьянихина  | женщина-врач           |
| Никита Сидоров         | моряк                  |
| Татьяна Рябоконь       | просительница          |
| Степан Балакшин        | чудак                  |
| Иван Жуков             | сумасшедший            |
| Сергей Шоколов         | старик                 |
| Владимир Глазков       | седой господин         |
| Татьяна Полонская      | приказчица             |
| Андрей Аршинников      | искусствовед           |
| Артём Клоков           | толстый господин       |
| Артур Харитоненко      | однорукий              |
| Артём Лещик            | лавочник               |
| Евгений Сиротин        | меценат                |
| Андрей Папанин         | доктор                 |
| Валерия Белоусова      | молодая прислуга       |

## Эпизоды
| Сезон | Сезон | Серии         | Период трансляции             |
| ----- | ----- | ------------- | ----------------------------- |
|       | 1     | 1–8 (8 серий) | 24 июня 2024 — 5 августа 2024 |
|       | 2     | TBA           | TBA                           |

### Сезон 1
| № серии | Описание серии | Премьера            |
| ------- | --- | ------------------- |
| 1       | Матушка ежедневно собирает куртизанок вместе, чтобы подсчитать прибыль. Есть у неё одна любимица, есть девушки, которые стабильно приносят деньги, а ещё есть Стеша — и ей вечно не везет. Облаченная в траурное платье, Ксения за обедом с состоятельным господином жалуется, как тяжело теперь ей будет в одиночку платить по счетам. И все вроде бы идет по плану: господин очарован… Как вдруг незнакомец ему сообщает, что очаровательная вдова — совсем не та, за кого себя выдает. | 24 июня 2024 года   |
| 2       | Одной из куртизанок удалось бежать, но этот факт не ускользнул от Матушки, и она пригласила зверского бандита Клопа помочь восстановить «справедливость». Стеша снова пытает удачу на Витебском вокзале: на этот раз ей подвернулся обаятельный и щедрый сударь. Пока бунтарка Ксения гуляет с юным и наивным гимназистом, её коллега ездит в экипаже и ходит по бутикам. | 24 июня 2024 года   |
| 3       | Ксения с трудом переживает утрату сестры, и единственный, кому она может доверить свое горе, — гимназист Вениамин. Пока куртизанки выбирают платья для нового сезона, горничная Стеша снова пытается договориться с Клопом. Между тем в жизни воспитанниц дома терпимости начинается новая глава. | 1 июля 2024 года    |
| 4       | Пока Стеша и Ксения размышляют о том, как заработать деньги и наконец обрести свободу, события в доме терпимости начинают принимать неожиданный оборот. На смену матушке приходит «отец», который балует девочек изысканными угощениями и делает им приятные комплименты. Однако что на самом деле скрывается за дружелюбным обликом батюшки? | 8 июля 2024 года    |
| 5       | С возвращением «отца» жизнь куртизанок в нелегальном публичном доме становится ещё более невыносимой. Несмотря на все трудности, девушки не теряют надежды на свободу и начинают задумываться, как изменить свою судьбу. В то время как Стеша ищет способы побороть болезнь, Ксения знакомится с влиятельным чиновником, который может открыть ей двери в высшие круги общества. | 15 июля 2024 года   |
| 6       | Куртизанки громко празднуют победу над батюшкой: пьют вино, смеются и веселятся как никогда. В самый разгар застолья является инспекция человеколюбивого общества... Стеша приглашает «сестер» в баню, а Арсен отрекается от пацанов и предлагает возлюбленной вместе бежать из города. Но Стеша хочет заработать, как можно больше и как можно быстрее: очередная «грязная» светская вечеринка изменит жизнь воспитанниц дома терпимости. Правда, пути их разделятся…                    | 22 июля 2024 года   |
| 7       | Пока барыня Ксения обустраивается в новом доме, куртизанки отдыхают за Петергофом, на летней даче графа Какирева. Между тем, князь Чубинов, который не признает отказов и жаждет вернуть должок, отправляет в усадьбу хулиганов. Одиннадцать бывших воспитанниц дома терпимости снова оказываются в ловушке. Только вот жестокой, но любящей матушки рядом нет, а у батюшки для наказаний — другие методы…                                                                                | 29 июля 2024 года   |
| 8       | С приходом стражей порядка жизнь дома терпимости изменилась до неузнаваемости: спермацетовые сливки заменили румянами, корсеты выбросили за ненадобностью, как и нарядные платья. Теперь здесь легально играют роли, удовлетворяют порочные фантазии и снимают кино. Между тем Ксению ждет встреча с Вениамином и правда об истинном положении дел Иуды. Путь Стеши, кажется, навсегда отрезан от возможности сдать экзамены и стать лекарем.                                             | 5 августа 2024 года |

## Производство и релиз
Телесериал поставлен по сценарию Александра Родионова, с которым Хомерики уже работал над фильмами «Сказка про темноту», «Девятая», «Море волнуется раз». Съёмки проходили с 14 сентября 2023 года по конец февраля 2024 года Картину снимали в десятках исторических локаций в Санкт-Петербурге и окрестностях, включая дворец Елизаветино, усадьбу Знаменка, Гатчинский дворец, Царское село, Гостиный Двор, Петропавловская крепость, Витебский вокзал, Дворцовые конюшни, Лопухинский сад и многое другое. Во время работы создателям телесериала приходилось удалять все признаки современности, в том числе уличное освещение, всевозможные знаки и указатели.
При создании костюмов я изучал 1903 год, чтобы сохранить стилистику эпохи и подчеркнуть характер каждой из героинь. Некоторые элементы образов героинь имеют настоящую историческую ценность, например, траурная накидка Ксении была бережно сохранена и датирована началом XX века, а в одной из сцен на ней можно будет увидеть фрак, в котором актриса Инна Чурикова играла в спектакле «Васса Железнова»Владимир Никифоров — художник по костюмам.
4 июня 2024 года видеосервис Wink анонсировал трейлер сериала. В официальном трейлере использована песня российской певицы Инстасамки — «За деньги да».
5 июня 2024 года стало известно, что телесериал вошёл в конкурсную программу VI фестиваля телесериалов «Пилот» в Иваново. 22 июня две первых серии «Чистых» впервые показали представителям индустрии и зрителям. Сериал одержал победу в номинации «Лучший актёрский ансамбль».

## Критика
Телесериал получил смешанную отзывы критиков. Интернет-портал «Собака.ru» включил его в список лучших сериалов июня 2024 года. Кинопродюсер Рената Пиотровски рассказала в одном из интервью, что сериал «вдохновляет, заставляет верить в людей» и снят «бодро и стильно».
Поэт и киновед Константин Шавловский и кинокритик Василий Корецкий приняли участие в рубрике «Мнение» от Кинопоиска в связи с выходом телесериала. Шавловский выступил «за» и защищал «Чистых», сравнивая игру Виктории Исковой в телесериале с игрой Сергея Маковецкого в фильмы Алексея Балабанова «Про уродов и людей». Киновед отметил, что главная героиня работы Хомерики не уступает актёру «в своей инфернальной предприимчивости». Корецкий оппонировал ему и сказал, что «Чистые» пытаются «продать» зрителю телесериал «Содержанки», «но уже в упаковке косплея «со смыслом»». Также Корецкий отметил, что, «пока весь мир отказывается от немотивированных секс-сцен в кино как от некомфортных для публики, создатели «Чистых» ставят на жесткий секс».
Кинокритик Ная Гусева отметила влияние телесериала «Рассказ служанки», а также сказала, что «два первых эпизода долго запрягают, а быстро ли поедут остальные — пока не ясно». Гусева также взяла интервью с исполнителем одной из главных ролей Даниилом Воробьевым для журнала «Сеанс», в котором актёр отметил особенности сериала: «Свежесть проекта, на мой взгляд, в том, что сексуальность, плоть, страсть, слабость и наивность, игра в высокопарность стали призмой, через которую зритель вдруг посмотрит на то время. Это разрушает хрестоматийное восприятие эпохи».
Киновед и журналист Зинаида Пронченко в своем телеграм-канале отметила слабую работу сценариста, актрис и режиссёра.
Продюсер, критик и главный редактор портала «Кино-театр.ру» Екатерина Визгалова охарактеризовала жанр телесериала как «психологический триллер» и назвала художественный мир сериала «насыщенным и хорошо детализированным». В противовес ей выступил Максим Ершов, который сказал, что телесериал «проваливается между жанрами»: «Это и не психологический триллер, и не эротическая драма, пока разве что историческая зарисовка нравов» — отметил критик.
Кинокритик Павел Воронков сравнил новую работу Хомерики с телесериалами «Бедная Настя», «Эйфория», «Кумир», фильмом «Про уродов и людей» и повестью Александра Куприна «Яма», отметил сходства в музыкальном оформлении с телесериалом «Наследники». Оценивая «Чистых», критик сказал, что в нём «царит формалиновая исступленность».
Алина Кувшинникова из «2х2.медиа» подчеркнула, что, пытаясь снять «эротический блокбастер», создатели телесериала, «несмотря на обвинения в непотребстве, не дожали в постели».
Критик Маря Плевицкая сказала, что атмосфера XX века в телесериале «выглядит очень дёшево и бутафорски». Также Плевицкая отметила плохую работу со звуком: «<...> иногда сложно попросту расслышать реплики актёров из-за грохочущей музыки или фонового шума».